# John Mackenzie (Segler)
John Mackenzie (* 21. September 1876 in Greenock; † 9. Dezember 1949) war ein britischer Segler aus Schottland.

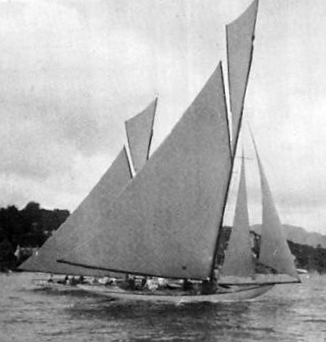
Hera und Mouchette während der olympischen Regatta 1908

## Erfolge
John Mackenzie, der Mitglied im Royal Clyde Yacht Club und vielen führenden Segelvereinen Schottlands war, wurde 1908 in London bei den Olympischen Spielen in der 12-Meter-Klasse Olympiasieger. Bei der auf dem Firth of Clyde in Schottland ausgetragenen Regatta traten lediglich die beiden britischen Boote Hera und Mouchette in zwei Wettfahrten gegeneinander an. Die Hera, zu deren Crew Mackenzie gehörte, gewann beide Wettfahrten, sodass neben Mackenzie und Skipper Thomas Glen-Coats auch die übrigen Crewmitglieder John Aspin, James Bunten, David Dunlop, Arthur Downes, John Downes, John Buchanan, Albert Martin und Gerald Tait die Goldmedaille erhielten. 
Während seiner 50 Jahre andauernden Segelkarriere gewann er rund 250 Preise, die meisten davon mit seiner 18-Fuß-Yacht Florence. Im Jahr 1891 wurde John Mackenzie zum offiziellen Yachtvermesser in der Clyde Region ernannt, um die Yachthandicaps basierend auf der Bootsgröße und anderen Faktoren zu beurteilen und festzusetzen.